# Mohamed Achref Aib
Pour les articles homonymes, voir Aib.
Mohamed Achref Aib (en arabe : محمد أشرف عايب) est un footballeur algérien né le 24 mai 1990 à Chelghoum Laïd dans la wilaya de Mila. Il évolue au poste de défenseur central au NC Magra.

## Biographie
Il évolue en première division algérienne avec les clubs du DRB Tadjenanet, de la JS Saoura, et du NC Magra.
Lors de la saison 2020-2021, il inscrit quatre buts en première division algérienne, en officiant à de nombreuses reprises comme capitaine de l'équipe de Magra.
En août 2021, il atteint la finale de la Coupe de la Ligue algérienne. Son équipe s'incline après une séance de tirs au but face à la JS Kabylie.

## Palmarès
- Finaliste de la Coupe de la Ligue algérienne en 2021 avec le NC Magra